# تاي (موسيقي)
تاي (بالإنجليزية: Ty)‏ هو منتج أسطوانات وموسيقي وملحن بريطاني، ولد في 17 أغسطس 1972 في لندن في المملكة المتحدة.

## وصلات خارجية
- الموقع الرسمي
- تاي على موقع IMDb (الإنجليزية)
- تاي على موقع ميوزك برينز (الإنجليزية)
- تاي على موقع أول ميوزيك (الإنجليزية)
- تاي على موقع ديسكوغز (الإنجليزية)
- تاي على موقع ديسكوغز (الإنجليزية)